# Open en Duidelijk Stede Broec
Open en Duidelijk Stede Broec (ODS) is een lokale partij in de gemeente Stede Broec in de Nederlandse provincie Noord-Holland, opgericht kort voor de gemeenteraadsverkiezingen van 2006. Na deze verkiezingen leverde de partij Lydia Groot voor het college.
Bij deze verkiezingen behaalde de partij 19,4% van de stemmen, net achter het CDA de tweede partij, met vier zetels. Deze zetels werden bezet door lijsttrekker Jan Ettes, Dirk Visser en ex-D66'ers Harry van der Raad en Louis Hoek. In 2010 bleef ODS de tweede partij van de gemeente, maar nu met vijf zetels. Lydia Groot bleef in het college en Janneke Visser-Okhuijsen vulde het reeds zittende kwartet aan in de gemeenteraad. Bij de verkiezingen van 2014 haalde de partij opnieuw vijf zetels.